# Mount Viets
Mount Viets är ett berg i Antarktis. Det ligger i Västantarktis. Chile gör anspråk på området. Toppen på Mount Viets är 3 600 meter över havet.
Terrängen runt Mount Viets är varierad. Trakten är obefolkad. Det finns inga samhällen i närheten. 